# Mil Mi-1

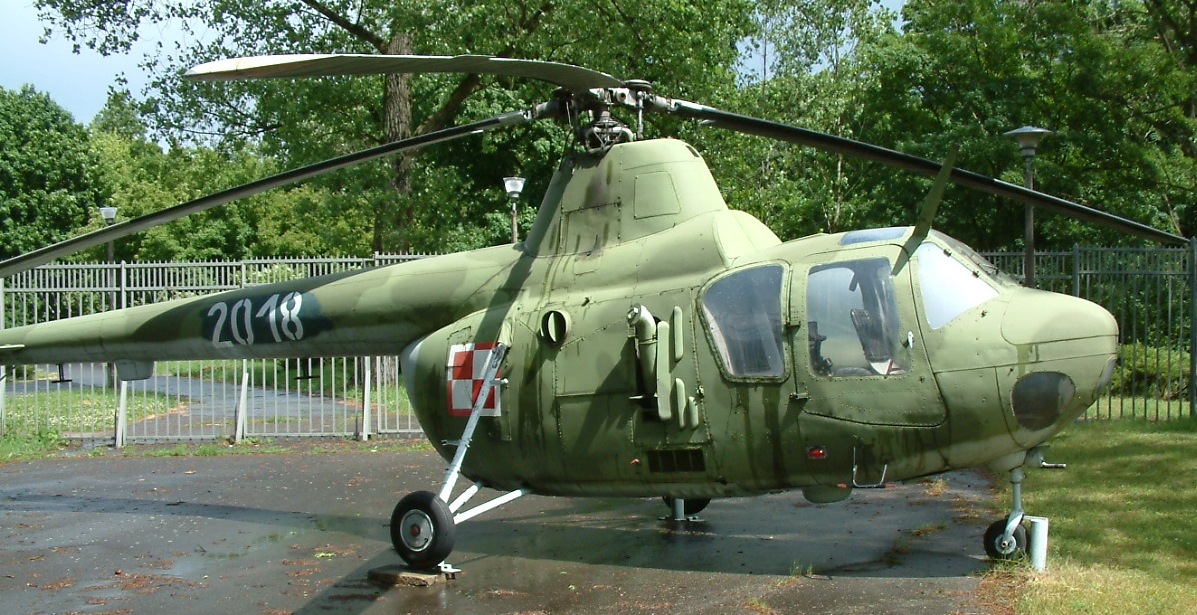
SM-1 versione prodotta in Polonia

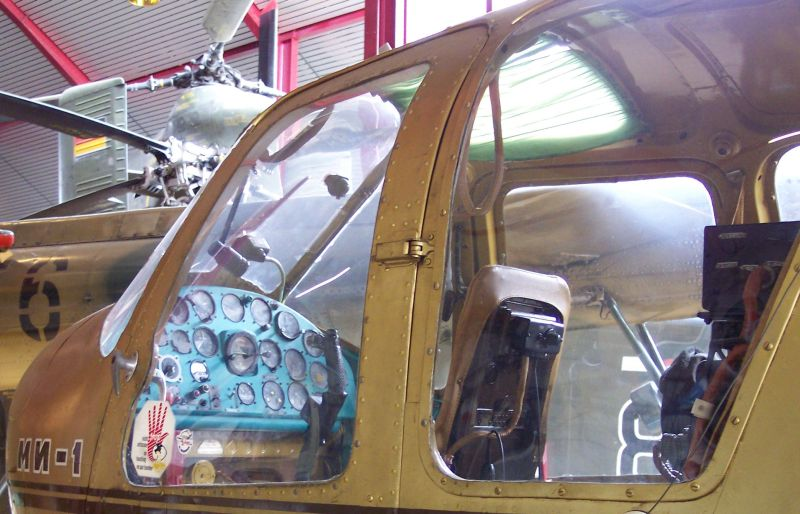
Dettaglio dell'abitacolo e della strumentazione

Il Mil Mi-1 (nome in codice NATO Type-32 poi "Hare" - lepre, ma anche svanito, sventato) era un elicottero leggero utility sovietico a 3 o 4 posti prodotto dall'OKB Mil. Dotato di un motore radiale a sette cilindri Ivchenko AI-26V da 575 hp, entrò in servizio nel 1950 e venne presentato alla parata aerea presso l'aeroporto di Mosca-Tušino del 1951. È stato il primo elicottero sovietico ad essere prodotto in serie e in 16 anni ne sono stati costruiti circa 1 800 esemplari in URSS fino al 1955, anno in cui la produzione venne spostata in Polonia alla PZL di Świdnik dove venne chiamato SM-1 e costruito fino al 1965 in altri 1 700 esemplari.

## Storia del progetto
Nel 1947, dopo che i successi ottenuti dall'elicottero statunitense Sikorsky R-5 nello svolgere compiti specifici giunsero all'attenzione del governo sovietico, venne emessa da questo una specifica per la fornitura di un comparabile velivolo ad ala rotante. A questo scopo vennero contattati due uffici di progettazione (OKB), il neoistituito OKB Mil, la cui direzione fu affidata all'ingegnere Michail Leont'evič Mil' di provenienza TsAGI che aveva maturato esperienza sulla progettazione di autogiri, e l'OKB 115 diretto da Aleksandr Sergeyevič Yakovlev, che stava in quel momento sviluppando un elicottero sperimentale, lo Yakovlev EG.
Ad una valutazione comparativa con lo Yakovlev Yak-100, pur risultando comparabili come prestazioni giudicate favorevolmente per entrambi i modelli, la commissione scelse di avviare alla produzione in serie la proposta dell'OKB Mil capace di concludere positivamente le prove ufficiali prima del suo concorrente.

## Varianti
GM-1
Designazione originale dei prototipi del Mil Mi-1 motorizzati con un motore radiale AI-26GR da 500-550 hp (in seguito AI-26GRF).
Mi-1
Versione utility a tre posti (pilota più due passeggeri) con motore radiale AI-26GRF da 575 hp. Primo modello avviato in produzione.
Mi-1T
Versione utility a tre posti con motore radiale AI-26V.
Mi-1KR (TKR)
Elicottero leggero da ricognizione e collegamento del 1956, basato sul Mi-1T.
Mi-1NKh
Versione utility a tre posti basato sul Mi-1T. basando su Mi-1T. Progettata per utilizzo agricolo, eliambulanza, trasporto passeggeri, posta aerea, trasporto (NKh -  narodnoye khozyastvo  - Economia Nazionale).
Mi-1A
Versione utility a tre posti del 1957 con affidabilità aumentata.
Mi-1AKR
Elicottero leggero da ricognizione e collegamento basato sull'Mi-1A.
Mi-1U/TU/AU/MU
Varianti a doppio comando per addestramento (rispettivamente basate sui modelli Mi-1, T, A e M).
Mi-1M
Versione utility a quattro posti del 1957 con un pilota e tre passeggeri. Le modifiche visibili sono: tetto della cabina rialzato, forma del naso più affusolata finestrini inferiori orizzontali invece di obliqui.
Mi-1M Moskvich
Elicottero da trasporto civile per l'Aeroflot con cabina insonorizzata, controlli idraulici e rotore completamente metallico.
Mi-1MNKh
Versione utility a quattro posti basata sul Mi-1M. Progettata per utilizzo agricolo, eliambulanza, trasporto passeggeri, posta aerea, trasporto (NKh -  narodnoye khozyastvo  - Economia Nazionale).
Mi-1MG
Versione con galleggianti per impiego sulle baleniere del 1958 (2 esemplari prodotti).
Mi-1MRK
Elicottero leggero di collegamento, basato sul Mi-1M (razvedyvatelno-korrektirovochnoi - ricognizione - osservazione del tiro di artiglieria).
SM-1
Versione di produzione polacca, motorizzata con motore radiale LiT-3.
SM-1/600
Versione 1957 di produzione polacca con affidabilità aumentata.
SM-1W
Versione di produzione polacca del Mi-1M(MNKh) del 1960.
SM-1WS
Versione eliambulanza.
SM-1WSZ
Versione a doppio comando da addestramento.
SM-1WZ
Versione per utilizzo agricolo.
SM-2
Versione di produzione polacca migliorata con carlinga allungata per ospitare un pilota e quattro passeggeri.
Mi-3
Versione migliorata con rotore principale a quattro pale. Designazione riutilizzata per varianti derivate dal Mi-2.

## Utilizzatori

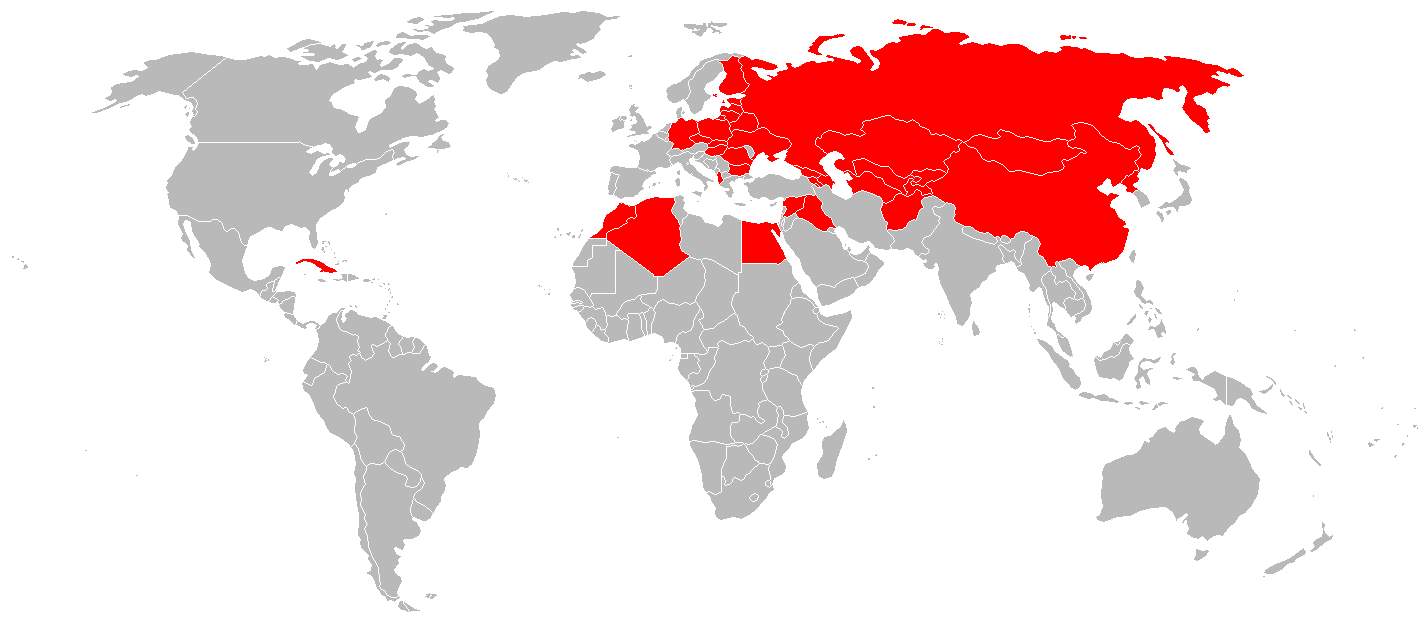
Operatori mondiali del Mi-1

| - / Afghanistan. - Albania. - Algeria - Bulgaria - Cina - Corea del Nord - Cuba - Egitto - Germania Est | - Finlandia - Iraq - Mongolia - Polonia - Romania - Siria - Ungheria - Unione Sovietica |